# Пандови
 Тази статия е за семейството растения.  За животните вижте Панда.  
Пандовите (Pandaceae) са семейство растения от разред Малпигиецветни (Malpighiales).
Таксонът е описан за пръв път от Адолф Енглер през 1912 година.

## Родове
- Galearia
- Microdesmis
- Panda